# Pierre Haarhoff
Pierre Haarhoff ,né le 9 juillet 1932 à Haguenau et mort le 11 juin 2024 dans la même ville, est un athlète français, licencié au Racing Club de Strasbourg et spécialiste du 400 mètres.

## Palmarès
- 15 Sélections en équipe de France A
- Champion de France du 400 mètres en 1956 et en 1960.
- Il participe aux Championnats d'Europe de 1954 à Berne et remporte la médaille d'or du relais 4 × 400 m aux côtés de Jacques Degats, Jean-Paul Martin du Gard et Jean-Pierre Goudeau. L'équipe de France établit un nouveau Record de France du relais 4 × 400 mètres en 3 min 08 s 7 devant la République Fédérale d'Allemagne et la Finlande.
- Lors des Jeux méditerranéens de 1955, il se classe deuxième du 400 m derrière Jacques Degats et obtient la médaille d'or dans l'épreuve du relais 4 × 400 m.
- Il a détenu le Record de France du 400 mètres en 1956 avec 47 s 3.

| Date | Compétition           | Lieu      | Place | Épreuve   |
| ---- | --------------------- | --------- | ----- | --------- |
| 1954 | Championnats d'Europe | Berne     | 1er   | 4 × 400 m |
| 1955 | Jeux méditerranéens   | Barcelone | 2e    | 400 m     |
| 1955 | Jeux méditerranéens   | Barcelone | 1er   | 4 × 400 m |

## Records personnels
- 200 m : 21 s 8 (1954)
- 400 m : 47 s 3 (1956)
- 400 m en salle : 47 s 8 (1956)
- 400 m haies : 52 s 6 (1961)